# Tang shan da di zhen
Tang shan da di zhen (chinês: 唐山大地震; bra: Separados pelo Destino) é um filme chinês de 2010, do gênero drama, dirigido por Feng Xiaogang.
A história se passa após o terremoto de Tangshan de 1976.

## Elenco
- Xu Fan - Li Yuanni
- Zhang Jingchu - Fang Deng / Wang Deng
- Li Chen -Fang Da
- Zhang Zi-feng - jovem Fang Deng
- Zhang Jiajun - jovem Fang Da
- Lu Yi - Yang Zhi
- Zhang Guoqiang - Fang Daqiang
- Wang Ziwen - Xiao He
- Yang Lixin - Lao Niu
- Lu Zhong - Vovó
- Yong Mei - Tia
- Liu Li-li - Sichuan
- Chen Daoming -  Wang Deqing (pai adotivo de Deng)
- Chen Jin (atriz) -	Dong Guilan (mãe adotiva de Deng)
- Zhang Baowen - Esposa de Zhiguo
- Ma Qiuzi - Diretor Zhao
- Lu Jing - Professora
- David F. Morris - Alexander